# Centrolepis glabra
Centrolepis glabra är en gräsväxtart som först beskrevs av Ferdinand von Mueller, och fick sitt nu gällande namn av Georg Hans Emmo Emo Wolfgang Hieronymus. Centrolepis glabra ingår i släktet Centrolepis och familjen Centrolepidaceae. Inga underarter finns listade i Catalogue of Life.